# Bietensnuitkever
Bietensnuitkever (Tanymecus palliatus) is een snuitkevers in de familie Curculionidae. 

## Kenmerken

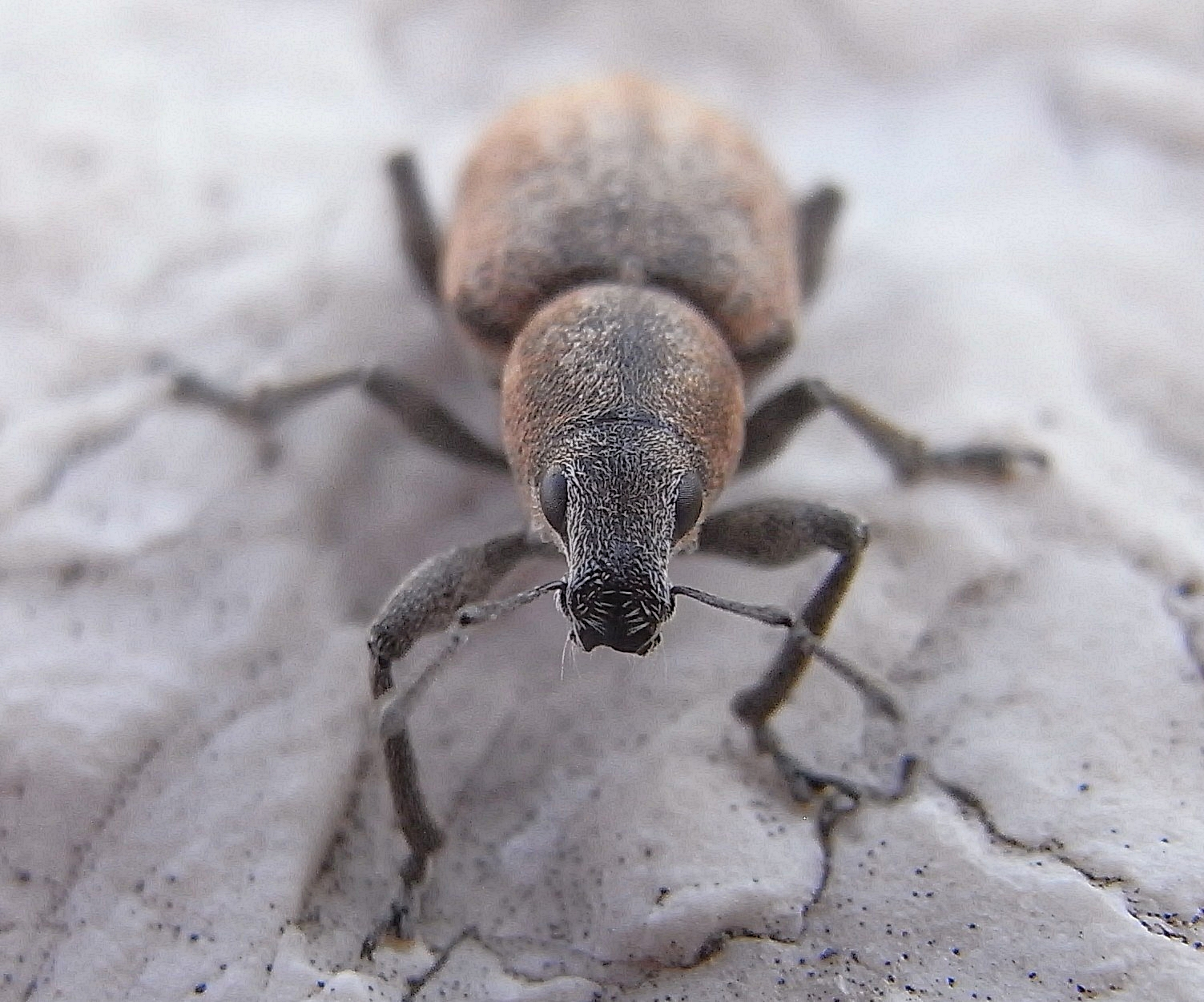

Het langwerpige lichaam bereikt een lengte van 8-12 millimeter. De bovenzijde is kort behaard en tussen dit basishaar is het gelijkmatig licht of onregelmatig vlekkerig. 
Het hoofd is naar voren gestrekt. De monddelen zitten op een verlengstuk van het hoofd, de romp. De proboscis is nauwelijks langer dan breed. Het is aan de onderkant verdikt en loopt van de kop af door een dwarse groef. De groef waarin de voelsprieten worden gezwenkt, ligt aan de zijkant van het hoofd en is van bovenaf slechts gedeeltelijk te zien. De schacht van de antennes is ongeveer even lang als de flagellum; naar achteren geplaatst steekt deze uit tot voorbij de achterrand van de ogen. 
Het pronotum is aanzienlijk langer dan breed. De zijkanten van het halsschild zijn slechts licht naar buiten uitgezet, zonder rand of uitstulping. De voorrand van het halsschild is aan de onderkant bedekt met lange haarfranjes. De basis van het pronotum is recht.
De breedgeschouderde dekschilden zijn aanzienlijk breder dan het pronotum, de zijkanten zijn bijna evenwijdig bij de mannetjes en iets meer naar buiten afgerond bij de vrouwtjes. De basis is uitgesneden in een licht gebogen vorm. De uiteinden zijn individueel afgerond. De schouders zijn sterk. De langwerpige habitus en parallelzijdige, breedgeschouderde dekschilden doen sterk denken aan Sitona, maar Tanymecus is groter en heeft een rand van lange setae langs de antero-laterale pronotale randen, naast andere soorten Enteminae onderscheidt het zich door de vrije tarsale klauwen, de lateraal geplaatste antennes scrobes, ongewapende femora en algehele habitus.
De benen zijn sterk en lang en maken een relatief snelle voortbeweging mogelijk. 
Vrouwtjes zijn over het algemeen langer en altijd breder, de kop, het halsschild en vooral de dekschilden zijn altijd duidelijk breder wanneer ze in naast elkaar worden bekeken.

## Habitat
De kever is te vinden in velden, droge weiden en weilanden, langs bermen en taluds, overwoekerde duinen, steengroeven en ruige gebieden, maar ook in boomgaarden en moestuinen. Hij houdt van warmte. De soort leeft polyfaag waar ze planten van een reeks families, waaronder Fabaceae, Brassicaceae en Urticaceae, maar ze worden het vaakst aangetroffen op verschillende Asteraceae, vooral distels van de geslachten Carduus en Cirsium en winde.

## Leefwijze
Ontwikkeling duurt meestal twee jaar, of zelfs drie onder ongunstige omstandigheden. De larve voedt zich met de stengel en wortel. Hij overwintert in de grond en begint in het voorjaar weer te eten. In juni-juli verpopt hij in de grond. De uitgekomen volwassenen blijven gedurende de winter in de poppenwieg. In het volgende voorjaar graven ze zich naar de oppervlakte en vindt de paring plaats. De paring vindt plaats na een periode van voeding, tegen het einde van april en tot mei, en het leggen van eitjes gaat door tot mei en juni. De vrouwtjes zijn erg vruchtbaar en leggen 300-400 eieren in batches van ongeveer 20 op het grondoppervlak dichtbij waardplanten. Na het paren of het leggen van eieren sterven de kevers en sommigen overwinteren door tussen 15 en 50 cm onder het grondoppervlak waar gastheren in overvloed zijn en worden actief in maart en april wanneer de bodemtemperatuur 4 C bereikt op een diepte van ongeveer 20 cm. De embryonale ontwikkeling tot de larven uitkomen duurt ongeveer drie weken.

## Voorkomen
Deze wijdverspreide Palaearctische soort komt voor in heel Europa en Klein-Azië, zich uitstrekkend naar het noorden tot het VK en de centrale provincies van Fennoscandinavië en in het oosten door Rusland en Oekraïne tot Centraal Siberië, waar hij zich uitstrekt boven de poolcirkel. In Nederland komt hij vrij algemeen voor.
In Azië, kunnen ze plagen worden van gewassen zoals bieten, sla, sojabonen, peulvruchten, zonnebloemen en grassen, dit komt over het algemeen voor wanneer de natuurlijke gastheren die dicht bij gewassen groeien, grote populaties kevers genereren die zich verspreiden en de gewassen binnendringen.